# Лере, Франсуа
Франсуа Лере из Домфрона в Нормандии (фр. François Lerées † в 1640 г.) — один из последних схоластиков, пытался примирить реализм с номинализмом.
Посмертное издание его трудов озаглавленное «Cursus philosophicus» вышло в 1642 году.